# Fryderyk Jelen

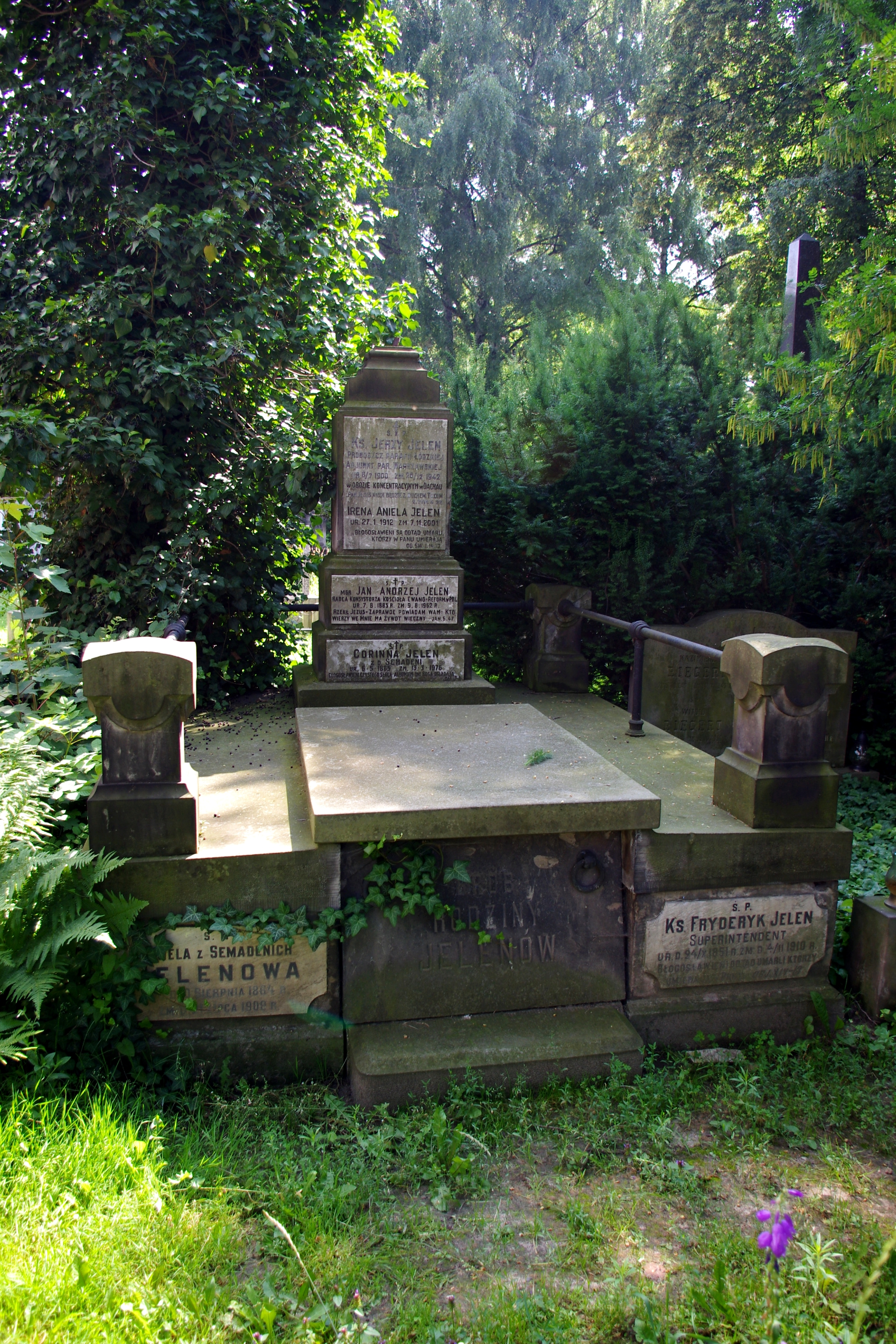
Grób superintendenta generalnego Kościoła Ewangelicko-Reformowanego w Królestwie Polskim ks. Fryderyka Jelena i innych osób, w tym Jana Andrzeja Jelena (radcy Konsystorza Kościoła Ewangelicko-Reformowanego w PRL) i ks. Jerzego Jelena (proboszcza parafii łódzkiej zamordowanego w KL Dachau) na cmentarzu reformowanym przy ul. Żytniej w Warszawie

Fryderyk Jelen (ur. 24 października 1851 w Libicach na terenie Czech, zm. 4 lutego 1910 w Warszawie) – polski duchowny ewangelicko-reformowany pochodzenia czeskiego, superintendent generalny Kościoła Ewangelicko-Reformowanego w Królestwie Polskim w latach 1908–1910. 
Pochodził z czeskiej rodziny ewangelickiej: był synem pastora i dwaj jego starsi bracia również byli pastorami. Studiował teologię w Uniwersytecie w Edynburgu. Po ordynowaniu go w 1880 w Londynie, podjął pracę w Królestwie Polskim.  Pracował jako pastor w Warszawie, Serejach i od 1883 jako II proboszcz warszawskiej parafii ewangelicko-reformowanej.
Od 1908 piastował stanowisko proboszcza warszawskiej parafii ewangelicko-reformowanej i superintendenta generalnego Kościoła. Miał znaczący udział w powstaniu parafii w Łodzi, oraz parafialnego domu starców w Warszawie.  Znany był z pobożności i troski o ubogich - w jego pogrzebie uczestniczyło kilka tysięcy mieszkańców Warszawy, wszyscy duchowni kalwińscy Jednoty warszawskiej oraz Michał Jastrzębski z Jednoty litewskiej i Juliusz Bursche z kościoła luterańskiego.
W małżeństwie z Anielą z Semadenich (1864-1908) miał dwóch synów w tym pastora Jerzego Jelena (1900-1940).
Jest pochowany w grobowcu rodzinnym na cmentarzu reformowanym przy ul. Żytniej w Warszawie (Sektor:A, Rząd:4, Numer:7).